# مردقوش أردني
المردقوش الأردني (باللاتينية: Origanum jordanicum) نوع نباتي من جنس المردقوش الذي يتبع الفصيلة الشفوية.

## الموئل والانتشار
ينتشر في بلاد الشام.